# Lutrogale
Lutrogale було запропоновано як загальну назву Джоном Едвардом Греєм у 1865 році для видр з опуклим чолом і носом, використовуючи видру з гладкою шерстю L. perspicillata як типовий вид.
Рід також містить такі вимерлі та викопні види:
- L. cretensis[2]
- L. palaeoleptonyx [3]
- L. robusta[3]